# 奈良大学
奈良大学（ならだいがく、英語: Nara University）は、奈良県奈良市山陵町1500に本部を置く日本の私立大学。1925年創立、1969年大学設置。

## 概要

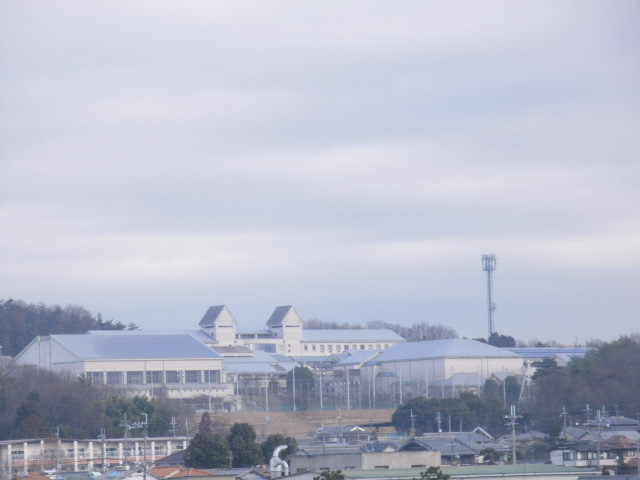
校舎全景

奈良大学は、1969（昭和44）年、世界的視野に立ち社会に貢献する人材の育成を目指す学府として開学した。
文学や歴史、地理、文化財、人間や社会を切り口にして、文学部ならびに社会学部、大学院文学研究科・社会学研究科、通信教育・文学部文化財歴史学科の設置など時代の要請に応えて、独自で確かな教育と研究を推進している。文学部(4学科)と社会学部(2学科)および、通信教育部(1学科)と大学院(2研究科)を設置する。
埋蔵文化財の職員の養成に力を入れており、国内で活躍する文化財の調査、研究に携わる専門職員の10人に１人が同大学出身と言われている。
奈良大学図書館は世界最古の印刷物とされる百万塔陀羅尼経、国富論や種の起源の初版本などの貴重書、日本考古学協会から寄贈された6万冊超の書籍を含む全蔵書数55万冊を有する。朝日新聞出版「2019年 大学ランキング」の大学図書館部門において全国１位を記録した。

## 沿革
- 1925年 - 南都正強中学校開学。
- 1969年4月 - 奈良市宝来町に奈良大学開学。文学部（国文学科・史学科・地理学科）。
- 1970年4月 - 教育職員免許状取得課程設置。
- 1976年4月 - 博物館学芸員取得課程設置。
- 1979年4月 - 文学部文化財学科増設。同学科に博物館学芸員取得課程設置。
- 1980年4月 - 文学部文化財学科に教育職員免許状取得課程設置。
- 1988年2月 - 奈良市山陵町の現キャンパスに全面移転。
- 1988年4月 - 社会学部（社会学科・産業社会学科）開設。
- 1993年4月 - 大学院（修士課程）、（文学研究科国文学専攻・文化財史料学専攻、社会学研究科社会学専攻）開設。
- 1995年4月 - 大学院（博士課程・後期）文学研究科文化財史料学専攻増設。
- 1999年4月 - 社会学部社会学科を人間関係学科、産業社会学科を現代社会学科に名称変更。大学院〈修士課程〉文学研究科地理学専攻増設。
- 2004年4月 - 司書取得課程設置。文学部全学科・社会学部現代社会学科（企業社会情報コース）に学校図書館司書教諭取得課程設置。社会学部現代社会学科（企業社会情報コース）に教育職員免許状取得課程設置。
- 2005年4月 - 通信教育部文学部文化財歴史学科開設。同学科に博物館学芸員取得課程設置。大学院社会学研究科社会学専攻に臨床心理学コース設置。
- 2007年4月 - 社会学部人間関係学科を心理学科に名称変更。大学院社会学研究科社会学専攻（臨床心理学コース）が臨床心理士資格認定協会第2種指定大学院に指定。奈良大学博物館開設。
- 2010年7月 - 奈良大学臨床心理クリニック開設。
- 2010年4月 - 社会学部現代社会学科を社会調査学科に名称変更。同学科に資格取得課程設置。大学院社会学研究科社会学専攻（臨床心理学コース）が臨床心理士資格認定協会第1種指定大学院に指定。
- 2014年5月 - 日本考古学協会から文化財専門図書6万3千冊の寄贈を受け、奈良大学は文化財専門図書だけで14万冊を超える蔵書を備えた、わが国屈指の文化財研究の情報拠点になる。
- 2015年4月 - 社会学部社会調査学科を総合社会学科に名称変更。
- 2019年 - 創立50周年。
- 2019年4月 - 令和館竣工。

## 学部
- 文学部　
  - 国文学科
  - 史学科
  - 地理学科
    - 地域創生コース
    - 歴史・文化コース
    - 地域環境・防災コース
    - 空間データサイエンスコース

  - 文化財学科
    - 考古学コース
    - 史料学コース
    - 美術史学コース
    - 保存科学コース
- 社会学部
  - 心理学科
    - 社会心理学コース
    - 臨床心理学コース

  - 総合社会学科
    - 文化情報コース
    - 経済経営コース

## その他教育組織
- 通信教育部
  - 文学部 文化財歴史学科

## 研究科
- 文学研究科
  - 国文学専攻（修士課程）
  - 文化財史料学専攻（博士前期課程・博士後期課程）
  - 地理学専攻（修士課程）
- 社会学研究科
  - 社会学専攻（修士課程）
    - 社会文化研究コース
    - 臨床心理学コース

## 学びの特徴

### 建学の精神
「努力が天才であるとする信念を以て心の光となし、自己の願望を遂げさせるものは自分自身であるとする信念を以て心の力となす。この光に照らされ、この力に勇みつつ、明るい人生の中に自己を見出して、常に大望を見失わず、自信満々努力して倦まざるもの、これが即ちたくましき正しきに強き健児の姿であり、建学の精神である。」

### 立地環境
- 3ヶ所もの世界遺産があり、東大寺・平城宮・唐招提寺・法隆寺・飛鳥・吉野など、千年以上もの歴史文化が蓄積し万葉故地が点在する奈良大和路。それらの本物の文化財を生きた教材として、最大限に教学活用し「歩く」「見る」「聞く」「触れる」「感じる」など多くの体験型授業を行っている。

- 関西文化学術研究都市に隣接し、最先端文化と歴史文化が交わり合う融合エリアに位置する。

## 対外関係

### 学術交流
- 復旦大学（中国、上海市）
- 蘇州科技大学（中国語版）（中国、蘇州市）
- 韓瑞大学校（韓国、瑞山市）
- 韓国伝統文化大学校（朝鮮語版）（韓国、扶余郡）
- 陝西師範大学（中国、西安市）
- セインズベリー日本藝術研究所（イギリス、ノリッジ）

### 産学連携
- 斑鳩町
- 飛鳥保存財団
- 南都銀行

### 単位互換制度
放送大学、奈良教育大学、奈良県立大学、帝塚山大学、天理大学、奈良学園大学、奈良女子大学、奈良県立医科大学と単位互換制度を実施。
- 8大学開講科目の指定科目を履修することが可能。

大学院においては、奈良女子大学大学院、帝塚山大学大学院との単位互換制度を実施。

### 提携校
- 聖徳大学通信教育部 - 学内選考を経て、小学校教員免許に必要な科目を履修可能。

## クラブ・サークル・その他
クラブ（体育会）
- 空手道部（休部中）
- 弓道部
- 柔道部
- 剣道部
- 少林寺拳法部
- 硬式野球部
- 陸上競技部
- 卓球部
- 硬式庭球部
- ソフトテニス部
- ハンドボール部
- 軟式野球部
- バドミントン部
- 男子バスケットボール部
- 陸上ホッケー部（休部中）
- サッカー部
- 男子バレーボール部
- 女子バレーボール部（休部中）
- 居合道部

クラブ（文化会）
- 軽音楽部
- 落語研究会「古都家」
- 文芸部
- 地理学研究会
- 城郭研究会
- 生物研究会
- 写真研究会
- 美術部
- 書道部
- ユースホステル部
- サイクリング倶楽部
- ワンダーフォーゲル行道会
- ウインドオーケストラクラブ
- 天文部
- 雅楽研究会
- 合唱団
- 奈良大学津軽三味線部

サークル（体育系）
- ソフトテニスサークル
- 女子バスケットボールサークル
- バドミントンサークル
- バレーボールサークル
- 野外活動愛好会
- 奈良大学フットサルサークル
- 居合道研究会
- トレーニングサークル
- 奈良大学サッカーサークル（ウィンクルム）

サークル（文化系）
- RPG研究会
- アコースティックサークル
- 狂言研究会
- 考古学研究会
- 奈良大学たびてつ
- 茶道サークル
- フォークソングサークル
- 放送研究会
- 漫画研究サークル
- リラックス委員会
- 奈良大学囲碁普及会「あをによし」
- 教員の寺子屋
- 和装サークル「粋蓮」
- 奈良大学附属幼稚園ボランティアサークル
- 国際交流サークル
- LEE（Let's Enjoy English）
- ダンスサークル「Upple Rockerz」
- 奈良大学ゴールデンＺクラブ
- 偉人研究サークル
- 奈良大学かるたサークル
- 現代短歌会
- パフォーマンスサークルBLOSSOM
- 音楽ボランティア部
- 仮面ライダー研究会
- ミリタリー＆サーチ研究会（MAS）
- 戦史研究会
- 動物ボランティアサークル
- 奈良大学将棋研究会

その他
- 学生自治会
- 青垣祭実行委員会

## 付属施設
- 総合研究所
- 情報処理センター
- 地域連携教育研究センター
- 奈良大学図書館
- 奈良大学博物館
  - 奈良大学が収集した学術資料の公開施設として、また、学内共同の研究施設として2007年に開館。年に3回、企画展を開催している。
- 奈良大学臨床心理クリニック
- 野外活動センター
  - 甲子園球場と同サイズの野球場、400mトラック総合グランド、テニスコート6面などで構成される。

## 附属高等学校・幼稚園
- 奈良大学附属高等学校
- 奈良大学附属幼稚園

## 著名な出身者

### 学術
- 佐々木高弘（京都先端科学大学教授）
- 千田嘉博（奈良大学元学長、文学部教授）
- 西野寿章（高崎経済大学地域政策学部教授）
- 狭川真一 (大阪大谷大学歴史文化学科教授)
- 土平博（奈良大学文学部地理学科教授）

### 芸能
- 新藤栄作（俳優）
- 原西孝幸（お笑い芸人/FUJIWARA） - 1年で中退。
- スパイシー八木（タレント）
- 長谷部成彦（俳優）
- くらなり  (放送作家)
- 柏木宏之（毎日放送アナウンサー） - 通信教育部文化財歴史学科卒
- 華井二等兵（お笑い芸人）
- 遊歩新夢　（作家）

### その他
- 今井豊（大阪府議会議員）
- 加来耕三（歴史作家）
- 村瀬哲史（東進衛星予備校地理専任講師）

## 主な大学関係者
- 尾上正人（社会学部教授、産業社会学、第3回日本社会学会奨励賞受賞）
- 三木理史（文学部教授、交通地理学）
- 河内将芳（文学部史学科教授、日本中世史、都市文化史）
- 木下光生（文学部史学科准教授、日本近世史）
- 千田嘉博（元学長、文学部教授、城郭考古学）
- 外岡慎一郎（前敦賀市立博物館館長、文学部教授、日本中世史）
- 今津節生（現学長、文学部教授、文化財科学・保存科学）

### 元教員
- 市川良哉（元理事長、宗教学者、名誉教授）
- 奥野誠亮（元理事）
- 泉拓良（元文学部教授、先史時代考古学者、現京都大学名誉教授）
- 矢守克也（元社会学部教授、現京都大学巨大災害研究センター教授）
- 井上満郎（元文学部助教授、日本古代史学、現京都産業大学名誉教授・京都市歴史資料館館長）
- 春日直樹（元社会学部教授、元大阪大学大学院教授、現一橋大学教授）
- 小林丈広（元文学部史学科教授、現同志社大学教授、近代都市史）
- 伊土耕平（元文学部教授、現岡山大学教授）
- 和田博文（元文学部教授、現東洋大学教授）
- 森瀧健一郎（元文学部地理学科教授、岡山大学名誉教授）
- 白石太一郎（元文学部教授、考古学者、近つ飛鳥博物館名誉館長、総合研究大学院大学・国立歴史民俗博物館名誉教授、日本考古学会評議員）
- 田辺昭三（元文学部教授、考古学者、平安京調査会会長・水中考古学研究所長・京都造形芸術大学教授）
- 西山要一（元文学部教授、現名誉教授、文化財保存学、レバノンティール遺跡保存修復チーム代表、河島英五の壁画修復担当）
- 藤井学（元学長、文学部教授、日本中世史学）
- 堀池春峰（元文学部教授、東大寺史研究所所長）
- 松前健（元文学部教授、日本神話学）
- 藤岡謙二郎（元文学部教授、歴史地理学）
- 神子上恵龍（元文学部教授、名誉教授、真宗教学者）
- 水津一朗（元学長、元文学部教授、元学術会議会員、都市地理学者）
- 上村幸次（元学長、元文学部教授、中国文学者）
- 内田秀雄（元文学部教授、名誉教授、風土地理学者）
- 小谷昌（元文学部助教授　琵琶湖の最深部（ＫＭ点）の発見者。Ｋは小谷、Ｍは漁師前田のＭである。）
- 井上薫（元文学部教授、行基の研究で有名）
- 毛利久（元文学部教授、日本仏教彫刻史、文化財保護審議会専門委員、京都国立博物館名誉館員）
- 水野正好（元学長、名誉教授、考古学者、元大阪府文化財センター理事長、元元興寺文化財研究所所長、元日本文化財科学会会長）
- 小野川秀美（元文学部教授、東洋史、京都大学名誉教授）
- 笠置侃一（元教養部教授、現名誉教授、伝統芸能史学者・中国語学者、春日大社南都楽所楽頭）
- 水野柳太郎（元文学部教授、現名誉教授、古代歴史学者,六国史データベース作成者）
- 三隅二不二（元社会学部長・教授、心理学者、大阪大学名誉教授）
- 筧久美子（元文学部教授、中国文学者、神戸大学名誉教授）
- 蘇徳昌（元教養部教授、現名誉教授、中国語学者）
- 野崎清孝（元文学部教授、現名誉教授、地理学者）
- 大西晴隆（元文学部教授、現名誉教授、中国哲学者）
- 松山宏（元文学部教授、現名誉教授、歴史学者）
- 古原宏伸 （元文学部教授、名誉教授、美術史学者）
- 小林永二 （元教養部教授、現名誉教授、英語学者）
- 坂本英夫（元文学部教授、現名誉教授、農業経済地理学者）
- 丸山幸彦（元文学部教授、日本中世史、荘園の研究）
- 浅田隆（元文学部教授、現名誉教授、奈良近代国文学者、プロレタリア文学研究者）
- 上野誠（元文学部教授、現名誉教授・國學院大學特別専任教授、万葉学者、元万葉文化館内万葉古代学研究所副所長、第12回日本民俗学会研究奨励賞・第15回上代文学会賞受賞）
- 東野治之（元文学部教授、現名誉教授、日本学士院会員、古代歴史学者、第1回浜田青陵賞・第27回角川源義賞受賞）
- 鎌田道隆（元学長、元文学部教授、現名誉教授、近世歴史学者）
- 佐々木克（元文学部教授、明治維新史、日本近代政治史、京都大学名誉教授）
- 池田碩（元文学部地理学科教授、現名誉教授、自然地理学）
- 石原潤（元学長、元文学部教授、現名誉教授農村社会地理学者、日本地理学会会長）
- 碓井照子 （元文学部教授、現名誉教授。情報地理学者、日本学術会議会員、GIS学会理事、GIS研究所所長、地理情報システム学会前会長）
- 堀信行（元文学部教授、環境地理学）
- 金春晃実（元講師、金春流シテ方、父は金春流77代宗家の金春栄治郎）
- 金春穂高（元非常勤講師、金春流シテ方、父は金春晃実）
- 下坂守（元文学部史学科教授、現名誉教授、日本中世史）
- 寺崎保広（元文学部教授、現名誉教授、古代歴史学者、木簡学会委員）
- 三宅久雄（元文学部教授、現名誉教授、通信教育部長、仏教美術史学、元宮内庁正倉院事務所長、文化審議会文化財分科会専門委員）
- 塩出貴美子（元文学部教授、現名誉教授、日本美術史学者）
- 永井一彰（元文学部教授、現名誉教授、近世国文学者、「奥のほそ道」「絵本若草山」「因果物語」「撰集抄」「勢多唐巴詩」与謝蕪村の挿絵等の版木、十返舎一九の手紙発見者）
- 高橋春成（元文学部教授、現名誉教授、生物地理学者、シシ垣ネットワーク代表）
- 真田信治（元文学部教授、言語学者）
- 藤本悠（元文学部准教授、芸術文化観光専門職大学准教授）

## その他

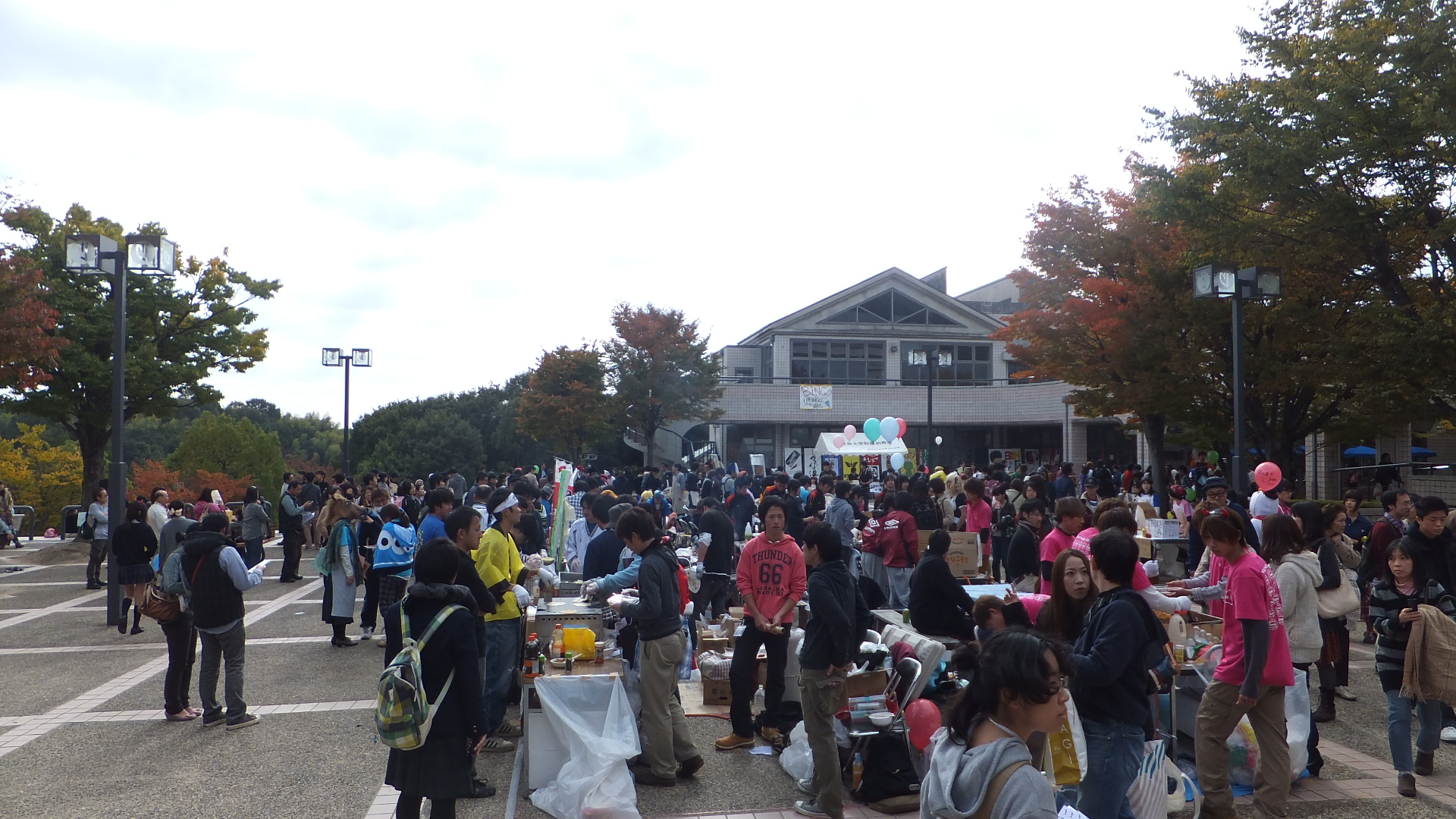
学園祭の様子

- 学園祭（青垣祭）は例年11月初旬開催されている。
- 校舎はサーモンピンクを基調とする個性的な色彩、形状である。
- 丘陵地にあるので晴れた日には薬師寺の塔や、若草山、東大寺大仏殿、三輪山・生駒山までも見渡すことができる。
- 公開講座を県内外各地で開催している。
- 地理情報システムを全国の大学に先駆けて導入している。

## 近隣施設
- 奈良大学附属高等学校
- 東大寺学園中学校・高等学校
- 関西文化芸術学院
- 奈良県立平城高等学校
- 京都府立南陽高等学校・附属中学校
- 奈良市立平城小学校
- ならやま大通り
- サンタウンプラザすずらん館
- イオンモール高の原
- 奈良競輪場
- 五社神古墳
- 秋篠寺
- ならファミリー

## 交通アクセス

### 鉄道
- 近畿日本鉄道 京都線 高の原駅より徒歩約20分:丘陵地であるため、駅からはゆるやかな登り道となり、徒歩では若干時間がかかる。
- 近畿日本鉄道 京都線 平城駅より徒歩約20分:駅北方の道を北上し、左手に奈良大学付属高校を見ながら平城郵便局を右折すると、大学南側のゲートに至る。
- 大和西大寺駅より、自転車通学する学生も多少存在する。徒歩約30分。

### バス
- 奈良交通
  - 近鉄・高の原駅より「奈良大学」下車徒歩約1分、あるいは「奈良大学構内」下車すぐ。
  - 近鉄・学園前駅より「高の原駅」行き乗車、「神功南口」下車、徒歩約3分